# Crimini di guerra tedeschi nella prima guerra mondiale
I crimini di guerra tedeschi nella prima guerra mondiale comprendono le azioni contrarie al diritto bellico commesse dalle forze armate della Germania Imperiale durante il primo conflitto mondiale.

## Stupro del Belgio
Secondo il piano Schlieffen, l'esercito tedesco aveva bisogno di una rapida vittoria contro la Francia ad occidente (come nel 1870 e ancora nel 1940), prima di affrontare l'Impero Russo in oriente. Il prezzo di questo fu un attacco al neutrale Belgio. A causa dei timori dei Belgi Francs-tireurs, oltre 6.000 civili belgi furono uccisi, a volte in grandi gruppi con la mitragliatrice, in un breve periodo durante la metà del mese di agosto 1914 che diventò famoso come il "Ratto del Belgio". In alcuni casi, interi villaggi furono distrutti, come Lovanio che fu bruciata e 248 dei suoi cittadini furono uccisi dai soldati tedeschi.
Questo fatto fu, in parte, propaganda di guerra dei paesi nemici della Germania. Ma a riprova dei crimini di guerra compiuti dai tedeschi nel 1914 ci sono gli stessi belgi che subirono le violenze di cui si resero responsabili i soldati del Kaiser, incendiando, saccheggiando, uccidendo e stuprando. A Visè i morti civili furono 38, ad Aarschot 156, ad Andenne 211, a Lovanio 248, a Tamines 383, a Dinant le vittime furono addirittura 674, la più anziana una donna di 88 anni, la più piccola una neonata di tre settimane, morta tra le braccia della madre. La città di Termonde, dove più fiera fu la resistenza belga, venne data alle fiamme, i morti civili furono centinaia. Nella storia del Belgio queste città sono ricordate ancora oggi come "les sept villes martyrs" (le sette città martiri) .
Il conteggio finale delle violenze tedesche in Belgio durante la Prima Guerra Mondiale fu di oltre 6000 civili belgi uccisi tra uomini, donne e bambini.

## Guerra sottomarina senza restrizioni
La guerra sottomarina indiscriminata venne istituita nel 1915 in risposta al blocco britannico della Germania nel Mare del Nord. Alcune regole, che sono state codificate nell'ambito della convenzione dell'Aia del 1907, come quelle necessarie per mettere in guardia gli obiettivi prima dell'attacco e dare il tempo all'equipaggio di salire a bordo di scialuppe di salvataggio, furono ignorate e le navi mercantili vennero affondate senza distinzione di nazionalità, di carico, o di destinazione. In seguito al naufragio del RMS Lusitania il 7 maggio 1915 e alle successive proteste pubbliche in vari paesi neutrali, compresi gli Stati Uniti, la pratica fu ritirata.
A seguito della indecisa battaglia dello Jutland, l'ammiraglio Reinhard Scheer, il comandante in capo della Hochseeflotte tedesca fece pressione sul Kaiser Guglielmo II per ripristinare la guerra sottomarina senza restrizioni, nel tentativo di spezzare la volontà del popolo britannico di continuare la guerra. Ciò ha avuto la conseguenza non voluta di portare gli Stati Uniti nel conflitto.